# جاسمينا يانكوفيتش
جاسمينا يانكوفيتش (بالهولندية: Jasmina Janković) مواليد 6 ديسمبر 1986 في جمهورية البوسنة والهرسك الاشتراكية، جمهورية يوغوسلافيا الاشتراكية الاتحادية، هي لاعبة كرة يد هولندية تلعب كحارس مرمى. مثلت منتخب هولندا لكرة اليد للسيدات. شاركت في دورة الألعاب الأولمبية الصيفية سنة 2016. حققت المركز الثاني في بطولة أوروبا لكرة اليد للسيدات 2016.

## سجل المنافسة
شاركت في البطولات التالية:
- الألعاب الأولمبية الصيفية 2016
- بطولة العالم لكرة اليد للسيدات 2013
- بطولة أوروبا لكرة اليد للسيدات 2014
- بطولة أوروبا لكرة اليد للسيدات 2016

## الميداليات
| الميدالية | المسابقة                            |
| --------- | ----------------------------------- |
| فضية      | بطولة أوروبا لكرة اليد للسيدات 2016 |

## روابط خارجية
- جاسمينا يانكوفيتش على موقع الاتحاد الأوروبي لكرة اليد (الإنجليزية)
- جاسمينا يانكوفيتش على موقع اللجنة الأولمبية الدولية (الإنجليزية)
- جاسمينا يانكوفيتش على موقع أوليمبيديا (الإنجليزية)
- جاسمينا يانكوفيتش على موقع تيم أن.أل (الهولندية)